# Autoportret (obraz Tycjana)
Autoportret – autoportret renesansowego włoskiego malarza Tycjana powstały na początek lat pięćdziesiątych.
Tycjan malując swój autoportret prawdopodobnie wzorował się na portretach zamożnych i ważnych ludzi przez niego samego malowanych. Jego wyprostowana postawa o dumnym spojrzeniu oparta o stół, upodabnia go do wielkich tego świata stawiając siebie na równi z nimi. Obraz nie jest do końca wykończony. Ręce i strój są raczej szkicem. Na jego szyi zwisa łańcuch Orderu Złotej Ostrogi.
Dzieło zostało namalowana za pomocą nakładania ciemnych impastów przecinanych gwałtownie położonymi smugami bieli. Taki styl malowania wykształcił się u artysty pod wpływem nurtu manieryzmu, który przyciemnił jego paletę barw i przyczynił się do jeszcze bardziej uroczystego i intymnego przedstawiania tematów.